# Urogymnus lobistoma
A Urogymnus lobistoma é uma espécie pouco conhecida de arraia da família Dasyatidae, batizada por suas mandíbulas distintas e altamente protuberantes. Ela é encontrada em águas rasas e salobras perto de florestas de manguezal e grandes fozes de rios ao longo das costas do sudoeste de Bornéu e do sul de Sumatra. Medindo até 1 m de diâmetro, essa espécie tem um disco de nadadeira peitoral em forma de diamante com um focinho alongado e pontudo e cantos externos amplamente arredondados. A superfície superior do disco é de cor acinzentada ou marrom e coberta por pequenos dentículos dérmicos achatados. Atualmente, a Urogymnus lobistoma é relativamente comum, mas está sob forte pressão da destruição do habitat e da pesca costeira. A União Internacional para a Conservação da Natureza (IUCN) o listou como espécie em perigo.

## Taxonomia
Os primeiros espécimes conhecidos da arraia Urogymnus lobistoma foram capturados no Mar da China Meridional em 1999 e, inicialmente, pensou-se que se tratava de Himantura microphthalma [en], uma espécie de validade taxonômica duvidosa (nomen dubium). Com o surgimento de outros espécimes, essa arraia foi descrita como uma nova espécie por B. Mabel Manjaji-Matsumoto e Peter R. Last [en] em uma edição de 2006 da revista científica Ichthyological Research. O epíteto específico lobistoma é derivado do latim lobus (“protuberância”) e stoma (“boca”), em referência às suas mandíbulas protuberantes. O espécime-tipo é um macho adulto com 49 cm de diâmetro, coletado ao largo de Bintulu [en] em Sarauaque, Malásia. Acreditava-se que a Urogymnus lobistoma pertencia ao complexo de espécies 'uarnacoides', juntamente com Urogymnus polylepis, Urogymnus granulatus,  Pateobatis hortlei,  Maculabatis pastinacoides e  Pateobatis uarnacoides. No entanto, ela é colocada no gênero Urogymnus.

## Distribuição e habitat
A Urogymnus lobistoma só foi encontrada no Mar da China Meridional, ao largo do sul de Sumatra e sudoeste de Bornéu, até o norte de Bintulu. Ela está associada ao escoamento de grandes rios e florestas de manguezal, ocorrendo em águas salobras com menos de 30 m de profundidade sobre fundos lamacentos.

## Descrição
A Urogymnus lobistoma tem um disco de nadadeira peitoral em forma de diamante mais longo do que largo, com cantos externos amplamente arredondados. As margens anteriores do disco são fortemente côncavas e convergem para um focinho estreito, achatado e pontudo. Os olhos são minúsculos e seguidos por espiráculos muito maiores, em forma de lágrima. As narinas são pequenas, com uma aba de pele estreita e quase retangular entre elas. A boca é reta e transversal e não contém papilas (estruturas semelhantes a mamilos). As mandíbulas são altamente protuberantes, capazes de formar um tubo mais longo do que a largura da boca; essa característica é única dentro do complexo 'uarnacoides'. Há 29-34 fileiras de dentes superiores e 31-36 fileiras de dentes inferiores; os dentes são pequenos, cônicos e rombos. Não há dimorfismo sexual no formato dos dentes.
As nadadeiras pélvicas são curtas e podem ser giradas para frente; os machos têm clásper curto e robusto. A cauda delgada mede mais de duas vezes o comprimento do disco e não possui dobras nas nadadeiras. Um único espinho urticante é encontrado na superfície superior da cauda, próximo à base, mas frequentemente está ausente nos adultos. A superfície superior do disco e da cauda é coberta por dentículos dérmicos minúsculos e rombos, com dentículos ligeiramente maiores, semelhantes a placas, formando uma faixa larga e distinta que se estende de antes dos olhos até a base da cauda; essa faixa de dentículos está presente no nascimento. Há também de 1 a 5 dentículos ovais ampliados em uma fileira entre os “ombros”. Essa espécie é uniformemente acinzentada a marrom-clara na parte superior, com os olhos e espiráculos com bordas brancas, e branca uniforme na parte inferior. As fêmeas atingem até 1 m de diâmetro, enquanto os machos são menores.

## Biologia e ecologia
A dieta da arraia Urogymnus lobistoma provavelmente consiste em crustáceos e pequenos peixes. Como outras arraias, ela é ovovivípara com os embriões em desenvolvimento nutridos pelo histotrofo (“leite uterino”) produzido pela mãe. Um espécime conhecido continha um único filhote, medindo 18 cm de diâmetro. Os machos atingem a maturidade sexual com menos de 49 cm de diâmetro e as fêmeas com menos de 70 cm de diâmetro.

## Interações com os seres humanos
A Urogymnus lobistoma permanece bastante comum em sua área restrita, principalmente em Sarauaque. No entanto, é provável que sua população tenha diminuído significativamente nas últimas décadas devido à extensa destruição de seu habitat de manguezal e à intensa e não regulamentada pesca de arrasto costeiro e de palangre de fundo que o consome como carne. Como resultado, a União Internacional para a Conservação da Natureza (IUCN) avaliou essa espécie como em perigo.